# Nahé slunce
Nahé slunce (v angl. originále The Naked Sun) je druhý díl série o robotech z pera amerického spisovatele Isaaca Asimova, který vyšel v roce 1957.
Protagonisty příběhu jsou stejně jako v předchozím dílu pozemský detektiv Elijáš Baley a jeho kolega robot R. Daneel Olivaw, kteří jsou povoláni k vyšetřování vraždy na Intermitentní planetě Solarii. Zatímco děj předchozího dílu je zasazen do přelidněného prostředí s několika roboty, zde je tomu naopak, na Solarii je robotů mnohem více než lidí. Mezi vraždou dr. Sartona z prvního dílu a vraždou Rikaina Delmarra z této knihy uplynulo jen několik měsíců.
V českém vydání z roku 1994 (Ivo Železný) je v úvodní kapitole nazvané „ISAAC ASIMOV Pravda o románech o robotech“ popsána historie vzniku nejen této knihy, ale i celé série o robotech a také několika povídek s tímto tématem, závěrečná kapitola „O autorovi“ je stručnou biografií Isaaca Asimova.

## Historie románu
Po velkém úspěchu předchozího románu Ocelové jeskyně bylo Isaacu Asimovovi jasné, že bude nezbytné napsat pokračování. V roce 1954 se však věnoval popularizaci vědy, což jej bavilo a tak se k napsání Nahého slunce dostal až v říjnu 1955. Psaní mu nečinilo větší potíže, kniha v mnoha směrech vyvažuje předchozí díl a obsahuje také skrytý milostný motiv, tedy něco, co není v autorových knihách zrovna časté.
Když bylo dílo hotovo, Asimov z něj měl dobrý pocit. Nabídl román redaktoru amerického sci-fi časopisu Astounding Science Fiction Johnu W. Campbellovi, jenž ho okamžitě přijal. Příběh vyšel v jeho časopisu na pokračování ve třech částech (říjen, listopad a prosinec 1956) a v roce 1957 následovalo knižní vydání v nakladatelství Doubleday. Kniha byla stejně jako předchozí díl velmi úspěšná.

## Hlavní postavy
- Corwin Attlebish – první asistent Hannise Gruera, později převezme jeho funkci.
- Elijáš Baley – pozemský detektiv, jehož si vyžádal šéf bezpečnosti Hannis Gruer ze Solarie, aby zde vedl vyšetřování zavražděného občana planety.
- Bik – solarijský chlapec, jenž po Baleym vystřelí otrávený šíp na zárodečné farmě.
- Klorissa Cantoro – asistentka Rikaina Delmarra.
- Rikaine Delmarre – zavražděný muž, fetolog neboli zárodečný inženýr.
- Gladie Delmarrová – manželka zavražděného Rikaina Delmarra, hlavní podezřelá.
- Hannis Gruer – šéf bezpečnosti Solarie.
- Jothan Leebig – jeden z asi 20 robotiků na Solarii, považuje se za nejlepšího z nich.
- Albert Minnim – podsekretář pozemského Úřadu bezpečnosti, nadřízený Elijáše Baleyho.
- R. Daneel Olivaw – aurorský robot, jenž byl zkonstruován ve Vesmírném městě, pozemské enklávě Intermitentních planet (neboli Vnějších světů). Partner Elijáše Baleyho při vyšetřování, má silné tendence jej chránit před nebezpečím, což však detektiva omezuje.
- Anselmo Quemot – solarijský sociolog.
- Atim Thool – starý lékař, Baley pochybuje o jeho kompetenci, neboť si nedokáže poradit se základními věcmi.

## Kapitoly
ISAAC ASIMOV Pravda o románech o robotech
1. Otázka je položena
2. Setkání s přítelem
3. Jméno oběti
4. Zjevení ženy
5. Rozhovor o zločinu
6. Teorie je vyvrácena
7. Lékař v akci
8. Pozemšťanova vzpoura
9. Robot v úzkých
10. Stopy po kultuře
11. Prohlídka farmy
12. Cíl je nezasažený
13. Setkání s robotikem
14. Odhalený motiv
15. Portrét se vybarvuje
16. Řešení se nabízí
17. Setkání na závěr
18. Odpověď na otázku

O autorovi

## Děj
Poté, co detektiv Elijáš Baley objasní vraždu vesmířana dr. Sartona (v předchozí knize Ocelové jeskyně), spokojeně žije se svou rodinou do doby, než je opět povolán k vraždě občana Solarie. Předvolá si jej podsekretář pozemského Úřadu bezpečnosti Albert Minnim a vysvětlí mu instrukce. Mimo vyšetřování si má Baley všímat veškerého dění kolem. Tyto informace budou využity, neboť Země je ve vztahu k Intermitentním planetám v nezáviděníhodné situaci, neví nic o jejich slabinách. Baley má mimo vyšetřování provádět určitou vyzvědačskou činnost.
Po příletu na Solarii již na něj čeká jeho přítel R. Daneel Olivaw, humanoidní robot. Baley ví, že je ve zcela cizím prostředí a jeho úzkost z otevřeného prostoru by jej velmi omezovala a proto se snaží ji překonat. Nakonec se odhodlá opustit byt a vyjít ven, přestože mu to Daneel vymlouvá. Detektiv rovněž ví, že tři zákony robotiky zabudované v jeho kolegovi mu budou v určitých chvílích překážet, protože robot jej nenechá vykonat vše, dle jeho názoru to bude nebezpečné. Proto jej lstí oklame a pátrá jistou dobu na vlastní pěst. Na Solarii navíc nevědí, že R. Daneel Olivaw je robot, vypadá velmi lidsky.
Elijáš Baley zahajuje vyšetřování, potřebuje poznat místní kulturu a zvyky. Setkává se zde s až chorobně robotizovanou civilizací. Jeden člověk vlastní přibližně deset tisíc robotů. Lidé se téměř nestýkají, kromě plození dětí, což považují jen za povinnost. Vzájemná setkání uskutečňují pomocí projekce.
Baley se setká s Hannisem Gruerem, šéfem bezpečnosti Solarie, jenž mu poskytne první údaje a poté se spojí s Gladií Delmarrovou, manželkou zavražděného, aby ji vyzpovídal. Daneel si všimne, že na Elijáše udělala dojem. Když se vyšetřovatelům dostane do rukou zpráva o vraždě, objeví se nová informace, na místě vraždy byl nalezen porouchaný robot. Musel být svědkem vraždy, což způsobilo přetížení jeho pozitronického mozku.
Pozemský detektiv nutí místní obyvatele k osobnímu setkání, což je jim krajně nepříjemné, ale jemu to poskytuje možnost zaznamenat bezprostřední reakce, než kdyby se s nimi měl spojit pouze pomocí projekce. Když hovoří s Gruerem (tentokrát projekčně), je svědkem pokusu o jeho otrávení. Následně se vrah pokusí zabít i jeho samotného, když se Baley odváží vyjít ven na zahradu farmy, kde roboti vychovávají mladé Solariány. Děti si zde hrají s luky a jedno z nich je navedeno, aby vystřelilo otrávený šíp na detektiva. Baley má štěstí, šíp jej nezasáhne.
Když hovoří postupně s hlavním lékařem, sociologem, asistentkou zavražděného Delmarra a robotikem, začíná mít dojem, že tahle planeta se vydala špatným směrem. V některých momentech musí jednat autoritativně, aby se někam posunul. Přijde tak na stopu, Delmarre byl považován za dobrého občana - tradicionalistu a než byl zavražděn, byl blízko odhalení vážného komplotu. Pod vlivem těchto nových faktů se mu podaří odhalit skutečného viníka - robotika Jothana Leebiga, jenž spolupracoval s Delmarrem. Leebig plánoval zkonstruovat roboty, kteří by nebyli tolik vázaní zákony robotiky a také automatizované kosmické lodě k napadení ostatních planet. Leebig věděl i o tom, že Delmarrova žena Gladia je citlivější a touží po silnějším lidském kontaktu, což její muž odmítal, proto jej nenáviděla. Leebig využil její nenávisti, aby pro něj odstranila nepohodlného svědka jeho plánů.
Jothan Leebig se nenechá dopadnout a raději spolkne kapsli s jedem. Elijáš Baley se před odletem setká s Gladií, která mu oznámí své rozhodnutí přestěhovat se na Auroru. Baley ji v tom podpoří. Mezi ním a Gladií přeskočila jiskra, Delmarrová překoná své předsudky a dotkne se jej.
Detektiv, jenž také překonal svou agorafobii, odlétá zpět na Zemi a podává zprávu o Solarii. Nepředstavuje nebezpečí, neboť pomalu a jistě degeneruje. Jsou tu však ještě další Vnější světy, které nemají takové sociologické extrémy.
| „                            | Robotizovaná ekonomika se pohybuje pouze jediným směrem. Více robotů a méně lidí. | “ |
| — Isaac Asimov - Nahé slunce |                                                                                   |   |

## Česká a slovenská vydání
- Vo vesmíre niekto vraždí, 1. vydání, Smena, 1969, překlad Marián Čunderlík, 226 stran, vázaná (slovensky) [1]
- Nahé slunce, 1. vydání, Ivo Železný, 1994, ISBN 80-7116-062-8, překlad Jaroslav Veis, 216 stran, vázaná [4]
- Nahé slunce, 2. vydání, Triton, 2004, ISBN 80-7254-574-4, překlad Jaroslav Veis, 328 stran, brožovaná